# تاناکا هیساشیگ
تاناکا هیساشیگه (به ژاپنی: 田中 久重) (نام هیساشیگه، نام خانوادگی تاناکا)  یک مخترع و مهندس ژاپنی بود که در دوره ادو و عصر میجی در ژاپن می‌زیست. او یکی از مؤسسان شرکت توشیبا بود و لقبش، توماس ادیسون ژاپن می‌باشد. عروسک‌های معروف ژاپنی کاراکوری ساختهٔ وی می‌باشند.

## زندگینامه
تاناکا در کورومه، ولایت چیکوگو(استان فوکوئوکا کنونی) به دنیا آمد. او پسر بزرگ یک استاد‌کار پوسته لاک پشت بود. تاناکا که از سنین پایین شاگردی می‌کرد، صنعتگری با استعداد بود. او در سن هشت سالگی، سنگ جوهری دارای یک قفل مخفی اختراع کرد که برای باز کردن آن باید تاری را به طرز خاصی بپیچاند. تاناکا در سن ۱۴ سالگی دستگاه بافندگی را اختراع کرد که می‌توانست طرح های پیچیده‌ای را به درون پارچه ببافد.
تاناکا از سن ۲۰ سالگی شروع به ساخت عروسک‌های اتوماتیک «کاراکوری» کرد، این عروسک ها که فنری، پنوماتیک و هیدرولیکی بودند، قابلیت انجام حرکات نسبتاً پیچیده‌ای داشتند و به شدت مورد تقاضا اشراف کیوتو، دایمیو ها و دربار شوگان بودند. تاناکا در سن ۲۱ سالگی با ساختن این عروسک های کوکی، در سراسر کشور در جشنواره ها برنامه اجرا می کرد.  او از عهده‌گیری کسب و کار خانوادگی خود امتناع کرد و آن را به برادر کوچکترش سپرد تا تمام توجه‌اش را صرف عروسک های کاراکوری کند. غالبا عروسک های «یومی-هیکی دوجی» (به معنای پسر تیرانداز) و «موجی-کاکی» (به معنای عروسک نامه نویس) از بهترین شاهکار های او محسوب می‌شود.  با این حال تاناکا در اواسط دهه سی سالگی، تمایل داشت محصولات کاربردی‌تری را بسازد.
تاناکا در سال ۱۸۳۴، به اوساکا نقل مکان کرد و در آنجا آزمایش‌هایی پنوماتیک، هیدرولیک و انواع نورپردازی ها مبتنی بر روغن کلزا انجام داد؛ از جمله کارهای او یک شمعدان جیبی و یک چراغ نفتی با پمپ سوخت تحت فشار هوا بودند که به شدت محبوب واقع شدند. سپس تاناکا به کیوتو نقل مکان کرد و درآنجا به یادگیری علوم غربی («رانگاکو») و نجوم پرداخت. او یک پمپ آتش نشانی پنوماتیک اختراع کرد و در سال ۱۸۵۱، یک ساعت ژاپنی موسوم به «ساعت هزار ساله» ساخت که اکنون توسط دولت ژاپن به عنوان یک میراث فرهنگی حائز اهمیت تلقی شده هست.
با پیشرفت جنبش سوننو جوئی، فضا کیوتو به طرز فزاینده ای نسبت به تاثیرات و فناوری های کشور های خارجی مقاومت می‌کرد و خطرناک شد؛ و تاناکا توسط سانو سونه تامی به قلمروی ساگا در کیوشو دعوت شد و مورد استقبال دایمیوآنجا، نابه‌شیما نائوماسا، قرار گرفت. در مدتی که تاناکا در ساگا بود، او موفق به ساخت و طراحی اولین لوکوموتیو بخار و کشتی جنگی بخار محصول ژاپن شد. با وجود اینکه تاناکا در این زمینه هیچ تجربه قبلی نداشت، اما با دسترسی به یک کتاب مرجع هلندی و تماشا یک موتور بخار (که یفیمی پوتیاتین، دیپلمات روسی، آن را به نمایش گذاشته بود) در طول بازدید از ناکازاکی در سال ۱۸۵۳، در انجام آن کار موفق گشت. تاناکا بعدها در مرکز آموزش نیروی دریایی ناگاساکی به تحصیل پرداخت. پس از تعطیلی مرکز و خروج مشاوران هلندی‌اش، تاناکا به ساگا بازگشت و در «سیرن کاتا»( Seirenkata) مشغول به کار شد. تاناکا در آنجا موفق شد لوکوموتیو بخار و نمونه هایی از کشتی‌ بخار جنگی (هم با پروانه و هم با چرخ های جانبی) بسازد و آزمایش‌هایی برای ساخت تلگراف و تاسیس کارخانه شیشه سازی انجام داد.  تاناکا در ساخت یک کوره بازتابی در ساگا برای تولید اسلحه آرمسترانگ (نوعی توپ). او در سال ۱۸۶۴، به زادگاهش کورومه بازگشت و در آنجا به توسعه تسلیحات مدرن کمک کرد. 
در سال ۱۸۷۳، شش سال پس از اصلاحات میجی، تاناکا که با وجود ۷۴ سال سن هنوز فرد فعالی بود، از طرف وزارت صنعت به توکیو دعوت شد تا در کارخانه کوچک وزارتخانه تلگراف بسازد.  او در سال ۱۸۷۵ به منطقه گینزا نقل مکان کرد و طبقه دوم معبدی را در محلی که اکنون روپونگی نامیده می‌شود، به عنوان کارگاه اجاره کرد که به اولین شرکت او و اولین کارخانه ساخت تجهیزات تلگراف در ژاپن تبدیل گشت. 
پس از مرگ تاناکا در سال ۱۸۸۱، پسرش شرکت مهندسی تاناکا (田中製造所، Tanaka Seizōsho) را تأسیس کرد. این شرکت  در سال ۱۹۰۴ پس از مرگ تاناکا پسر  نام خود را به کارخانه مهندسی شیبا اورا  (芝浦製造所، Shibaura Seizōsho)تغییر داد. پس از ادغام این شرکت با  با توکیو دنکی در سال ۱۹۳۹، نام آن به «توکیو شیبا اورا دنکی» (Tokyo Shibaura Denki ) تبدیل شد که امروزه عموما با نام توشیبا شناخته می شود.

## نگارخانه

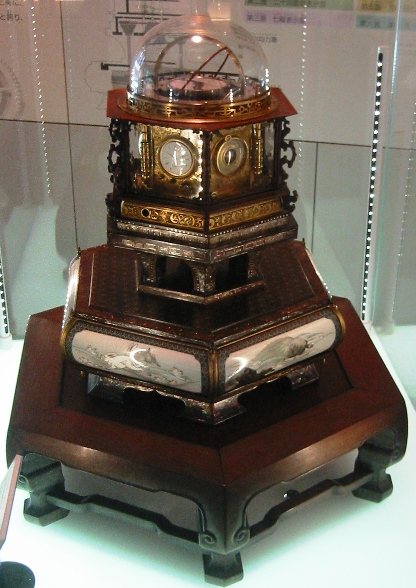
«ساعت هزار ساله» ساخته هیساشیگه تاناکا، اکنون در موزه ملی طبیعت و علم نگه داری می‌شود

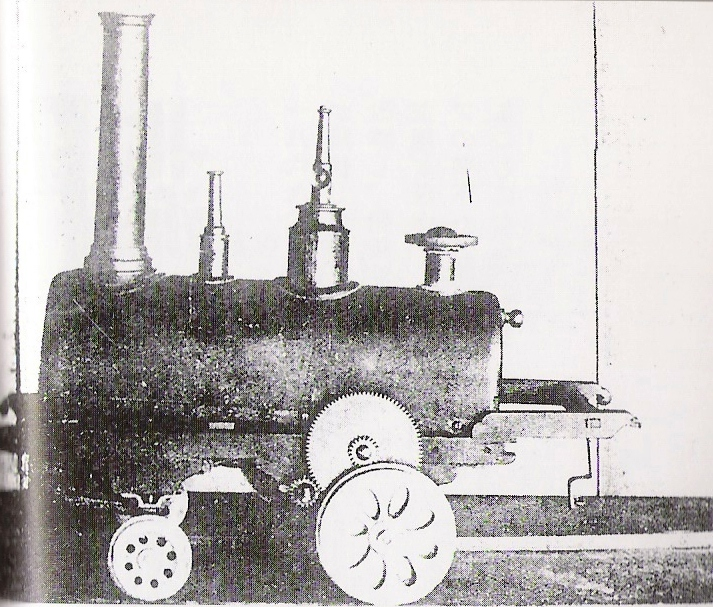
اولین موتور بخار ژاپن، ساخته تاناکا هیساشیگه در سال ۱۸۵۳

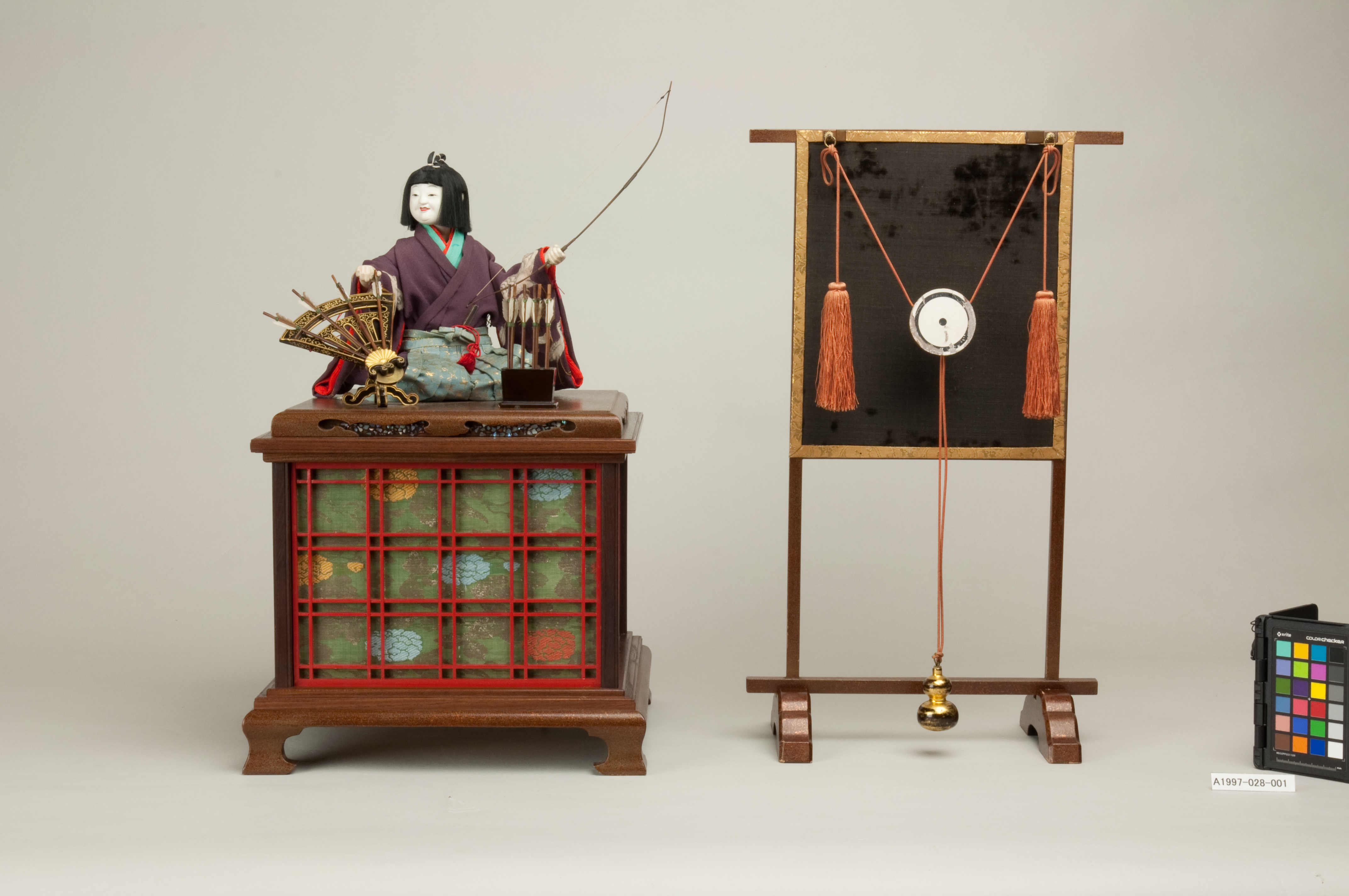
نمونه ای از عروسک‌های «کاراکوری »، عروسک «پسر تیرانداز » که با استفاده از نیروی مکانیکی، عروسک می تواند کمان را بکشد و تیر بیاندازد.

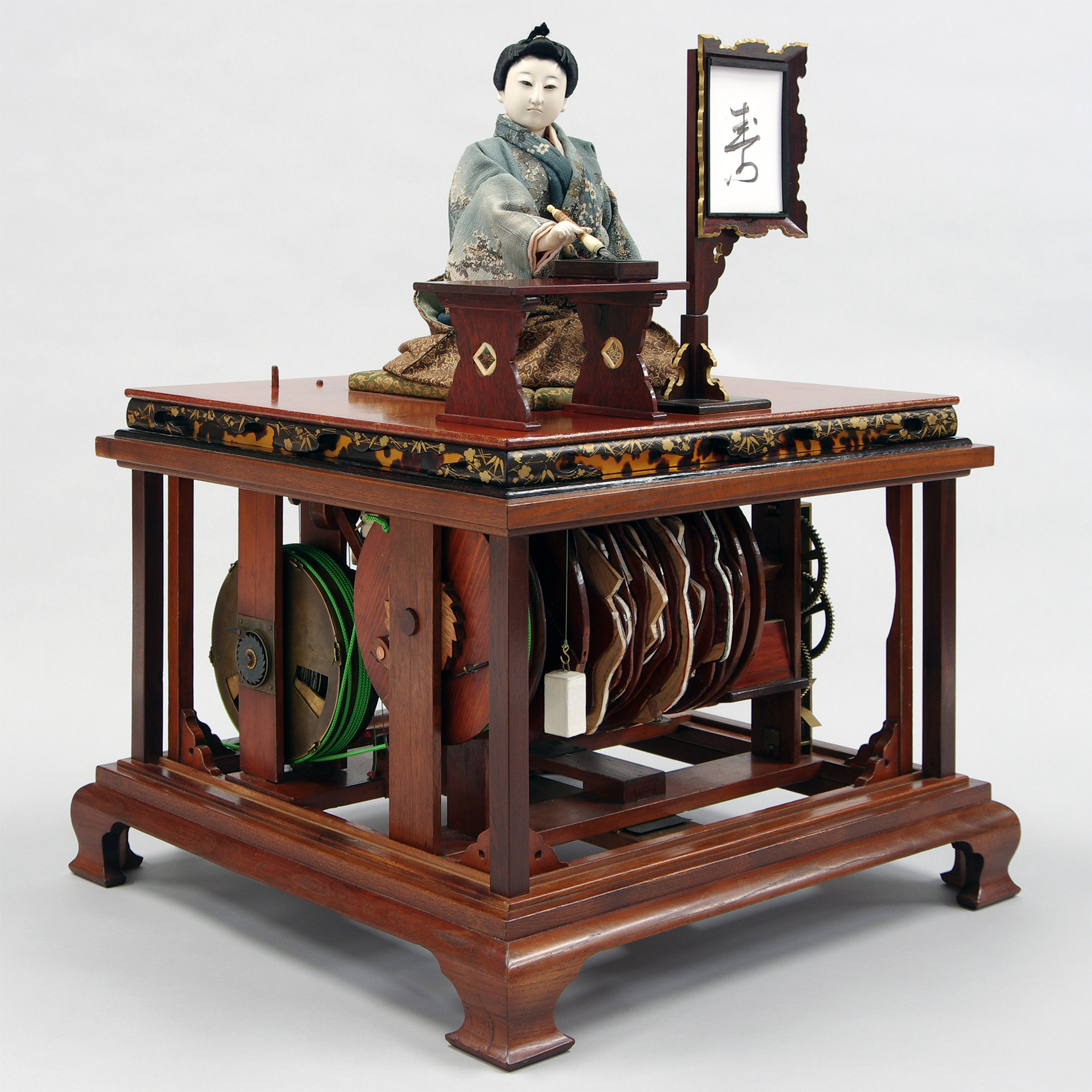
نمونه ای از عروسک‌های «کاراکوری »، عروسک «نامه‌نویس» که با استفاده از نیروی مکانیکی، عروسک می‌تواند قلم را آغشته به جوهر کند و یک کلمه بنویسد